# Stadion Mineirão
Mineirão (portugalsko: [minejˈɾɐ̃w]), uradno Estádio Governador Magalhães Pinto (Stadion guvernerja Magalhães Pinta, poimenovan po pokojnem guvernerju države Minas Gerais), je največji nogometni stadion v zadevni državi. Ustanovljen je bil leta 1965 in stoji v Belo Horizonteju.
Bil je prizorišče Pokala konfederacij FIFA 2013 in Svetovnega prvenstva FIFA 2014. Gostil je tudi nekaj tekem nogometnega turnirja poletnih olimpijskih iger 2016. Stadion ima kapaciteto 66.658 gledalcev. Lastnina države Minas Gerais, uporablja pa jo klub Cruzeiro.

## Zgodovina

### Ozadje
Projekt za izgradnjo stadiona Mineirão je bil pred odprtjem stadiona star več kot 25 let. V 1940-ih se je začelo skromno gibanje, ki je vključevalo menedžerje, podjetnike, športnike in novinarje. Zamisel je bila zgraditi igrišče v Belo Horizonteju, ki bi se ujemalo z razvojem nogometa Minas Geraisa.
Najboljše tri ekipe v prestolnici države so imele svoje stadione, ki pa so bili utesnjeni in neudobni ter niso več podpirali povpraševanja navijačev. Stadion Otacílio Negrão de Lima (Stadion Alameda, na aveniji Francisco Sales), Amerika; Stadion Antônio Carlos (na aveniji Olegário Maciel), Atlético Mineiro; in stadion Juscelino Kubitschek (ki je na aveniji Augusto de Lima) v Cruzeiru ni sprejel več kot 10.000 gledalcev. Atlético, ekipa z najbogatejšimi člani v Belo Horizonteju, je po zmagi na državnem pokalu prvakov leta 1937 načrtovala izgradnjo stadiona za 30.000 ljudi, toda potem so ugotovili ogromen klubski dolg, zaradi česar so morali direktorji dodeliti in prodati nepremičnine, ki jih je imel klub v soseski, kjer bi bil zgrajen stadion, na aveniji Antônio Carlos, blizu letališča.
Konec 1940-ih je novinar Canor Simões Coelho s CBD dosegel vključitev Belo Horizonteja med prizorišča Svetovnega prvenstva v nogometu leta 1950. Za to bi moral svet zgraditi stadion na vrhuncu dogodka. Uradni sporazum sta podpisala župan Otacílio Negrão de Lima in predsednik CBD Rivadávia Correa Meyer. Dela na novem igrišču je vodil skromni klub Sete de Setembro.
Gradnja stadiona Independência je bila počasna in zdelo se je, da ne bo dokončan pravočasno za svetovno prvenstvo. Toda s posredovanjem CBD in FIFA je gradnjo prevzelo mesto Belo Horizonte in stadion je bil predan pravočasno za tekmo med Jugoslavijo in Švico 25. junija 1950, tudi z improvizacijami. A kmalu je prvotno navdušenje nad novim stadionom padlo v vodo, saj 30.000 razpoložljivih sedežev ni zadostilo naraščajočemu številu navijačev. Independência je bil neprijeten za občinstvo in ni ponudil dobrih pogojev za novinarje.
Zgodnja leta 1950 so bili prvi koraki v podporo gradnje večjega stadiona v Belo Horizonteju. Pod vodstvom Gila Césarja Moreire de Abreuja je skupina študentov Inženirske šole Universidade Federal de Minas Gerais (UFMG) predlagala gradnjo univerzitetnega stadiona, ki naj bi bil v mestni regiji Pampulha, kjer je bila univerza v lasti zemljišča. Leta 1956 je predsednik nogometne zveze Minas Gerais Francisco de Castro Cortes predlagal gradnjo občinskega stadiona na lokaciji ob avtocesti BR-040, blizu mesta, kjer danes stoji nakupovalno središče BH. Predlog je zahteval, da se sredstva pridobijo s prodajo trajnih sedežnih pravic (captive seats). S podporo predsednika, nekdanjega guvernerja Minas Geraisa Juscelina Kubitscheka, je Cortes celo poskrbel, da so inženirji, ki so sodelovali pri gradnji Maracane, prišli v Belo Horizonte in pregledali projekt.
Takrat je bil Antonio Abrahão Caram predsednik regionalnega sveta za šport v Minas Geraisu in je postal eden najmočnejših zagovornikov tega, kar je bilo usojeno postati Mineirão. Abrahão Caram je pokazal nepraktične vidike projekta, ki ga podpira Cortes, ki je bil na koncu opuščen v korist novega projekta za trenutni stadion. Nov projekt je bil pripravljen pod okriljem ekipe, ki jo je vodil Benedicto Adami de Carvalho. Kot priznanje vlogi Abrahãa Carama pri predlaganju izvedljive finančne ureditve, izbiri prizorišča in pomoči pri pripravi osnutka zakona o državni skupščini, ki utira pot za gradnjo Mineirão, je bilo leta 1966 njegovo ime uradno označeno za avenijo, kjer stoji stadion, Avenida Antônio Abrahão Caram.
Ko je zasnova začela postajati resničnost, je bil državni predstavnik Jorge Carone Filho dodeljen nalogi, da pripravi osnutek zakona o državni skupščini, ki bi pomagal uresničiti Mineirão. Zamisel je bila pridobiti sredstva prek državne loterije (Loteria Mineira), katere vstopnice bi nosile 10 % sredstev v sklad za gradnjo stadiona. Estadio Minas Gerais je bil nato ustanovljen na podlagi državnega zakona 1947 z dne 12. avgusta 1959, ki ga je podpisal guverner José Francisco Bias Fortes. Zakon je predvideval tudi ustanovitev AEMG, upravnega organa, zadolženega za upravljanje dokončanega stadiona. AEMG je kasneje postal ADEMG (Uprava stadionov države Minas Gerais).
Spremembe prvotnega univerzitetnega stadiona so bile prepuščene arhitektoma Eduardu Mendesu Guimarãesu in Gasparju Garretu, katerih cilj je bil nadgraditi stadion s 30.000 obiskovalci v nov 'velikanski' stadion, ki lahko sprejme do 100.000 obiskovalcev. Izbrana lokacija je bila v regiji Pampulha, na zemljišču v lasti UFMG, katerega predsednik Pedro Paulo Penido je bil naklonjen projektu, medtem ko je pričakoval, da bo gradnja Mineirão na mestu novega kampusa UFMG pritegnila pritok ljudi v to redko poseljeno območje. Z odobritvijo ministra za izobraževanje predsednika Kubitscheka Clóvisa Salgada je bil 25. februarja 1960 podpisan sporazum med UFMG in AEMG, ko sta brazilska zvezna vlada in zvezna univerza Minas Gerais dali zemljišče Minas Gerais v soseščini Pampulha, Belo Horizonte, za gradnjo stadiona.

### Gradnja
Ko so leta 1959 začeli delati na stadionu, inženirji in delavci niso bili prepričani, da bo dokončan. Cesar Gil, vodja gradnje, se je soočal s finančno krizo, vendar je znal uporabiti politiko v korist Mineirãa. Kljub izjemni kontroli porabe so se dela na vsakem koraku soočala z izčrpanostjo virov. Začetno posojilo v višini 100 milijonov ₢$ je izhlapelo pri izvedbi prve storitve ustanovitve. Leto in pol je pogodba potekala počasi, delo z omejeno opremo in minimalnim številom osebja. Medtem ko je ena skupina delovala politično, da bi spremenila zakone, ki so omogočili pridobivanje virov in tudi prepričala guvernerja Magalhãesa Pinta, da je financiral gradnjo, se je AEMG poskušal prilagoditi krhkemu finančnemu položaju.
Mineirão sta načrtovala Eduardo Mendes Guimarães Júnior in Caspar Garreto, oba arhitekta. Strukturni projekt se je lotil inženir Arthur Eugênio Jermann. Gradnjo je vodil inženir Gil Cesar Moreira de Abreu. Od leta 1963 do datuma njegove otvoritve 5. septembra 1965 je bilo v gradnjo vključenih približno pet tisoč ljudi.
Novi stadion je bil povzdignjen v simbol državnega inženiringa, saj je ponudil nešteto primerov evolucije v gradnji. Ekipa inženirjev Mineirão je šla v podrobnosti do skrajnosti. Maracano je opravil s pravim rentgenom in našel slabosti, ki se ne bi smele ponoviti na igrišču Mineirão. Leta 1964 je Gil Caesar v Tokiu, kjer so bile zgrajene arene za olimpijske igre, iskal novice o tovrstnem delu. Trgovci so opazili značilnosti in inženirske inovacije. Skrbi me kakovost trave: oznake in druge podrobnosti.
Veliko vprašanje je, da so inženirji in delavci testirali svojo sposobnost izvedbe nadgradnje – lažne elipse, ki meri največjo os 275 metrov in najnižjo 217 metrov – z uporabo običajne opreme. Za ovrednotenje in odpravo negotovosti je bil zasnovan 'mini-Mineirão', imenovan eksperimentalni sektor 15, kjer bi bila povezava tribun in streha izpostavljena vsem vrstam dokazov. Preizkušene so bile betonarne, transporterji, stopinje, nakladalniki in shuttli. Kompleksnost dela je zahtevala železne palice v dolgih dolžinah, ki jih industrija ni mogla sprejeti. Rešitev je prišla na sedanjem gradbišču, kjer so inženirji in delavci spajkali za spodbujanje podaljšanja palic.
Z razpoložljivimi sredstvi bi lahko zaposlili več ljudi, vendar je AEMG naletel na pomanjkanje usposobljenega osebja. Objavil javno ponudbo za delovno silo, za katero je bilo ugotovljeno, da je neizvršljiva, ker je bila zaračunana cena – 15 milijonov cruzeirov – neskončno visoka za administracijo novega področja. Zagotovljeno je bilo v prihodnosti, znesek, ki ga zahtevajo podjetja, bi zgradil Mineirão in pol. Kar se tiče odgovornosti, je Gigante da Pampulha (Pampulha Giant) porabil skupno 10 milijonov dolarjev. Zaradi pomanjkanja kvalificirane delovne sile je AEMG spodbujal usposabljanje zidarjev, tesarjevin drugih strokovnjakov. Oblikovani so bili celi razredi in na stotine delavcev je pridobilo kvalifikacije za opravljanje posebnih nalog. Na tej stopnji je uprava uspela zbrati število, ki je bilo potrebno za delo v hitrem tempu. Med avgustom 1964 in julijem 1965 je stavba skočila iz enega sektorja (poskus) in ponudila najsodobnejši stadion v državi.
Da bi pospešil gradnjo in skrajšal dramo proračuna, je Gil Caesar zagnal operacijo 24 ur na dan, razdeljeno v tri izmene, najetih tri tisoč delavcev. Služba se ni ustavila niti za minuto. Acaiaca na vrhu stavbe v središču mesta Belo Horizonte, videl ogromen blisk svetlobe, ki je prihajal s strani bodočega Mineirãa. Uprava je začela nagrajevati ekipe za proizvodnjo in ustvarjalnost, s čimer je spodbujala konkurenco med različnimi sektorji gradnje. Zamisel o »lokalni mali igri« je bila tako uspešna, da so bile mnoge fronte dokončane precej pred rokom. Celoten postopek je omogočil, da je bil stadion predan prebivalstvu v osmih mesecih. Kljub napetemu tempu in pritisku je med celotno gradnjo arene umrl le en delavec.
Slovesnost ob odprtju stadiona je vključevala skakalce s padalom, glasbo in otvoritveno nogometno tekmo. Dogodkov se je udeležilo 73.201 ljudi. Uvodno tekmo na stadionu Mineirão sta odigrali reprezentanca države Minas Gerais in argentinska ekipa River Plate.

## Pomembne tekme
Rekordna udeležba na stadionu je bila 132.834 ljudi leta 1997 na finalni tekmi Campeonato Mineira med Cruzeirom in Villa Nova. Plačljivih je bilo 74.857 udeležencev, brezplačno pa je bilo 56.618 žensk in otrok. Zaradi varnosti je bila zmogljivost Mineirão večino njegove 40-letne zgodovine zmanjšana. Leta 2004 je bila z uvedbo FIFA kapaciteta stadiona zmanjšana na 72.000 ljudi.
Od odprtja stadiona so tri najpomembnejše ekipe v Belo Horizonteju gostile svoje tekme v Mineirãu: Cruzeiro (vedno), Atlético Mineiro in América. Mineirão je gostil tudi vsaj eno tekmo brazilske reprezentance v vseh kvalifikacijah za svetovno prvenstvo FIFA ter tekme Pokala konfederacij FIFA 2013, Svetovnega prvenstva FIFA 2014 in nogometne tekme za moške/ženske na olimpijskih igrah 2016.

## Koncerti
Mineirão je že od svojega odprtja prizorišče glasbenih dogodkov:
- Kiss – Creatures of the Night Tour, 23. junij 1983
- Menudo – 1985
- Diante do Trono – Preciso de Ti, 15. julij 2001 (največje občinstvo doslej na stadionu, več kot 210.000 ljudi)[5]
- RBD – 30. september 2006
- Elton John – 40. obletnica Rocket Mana, 9. marec 2013
- Pop Rock Brasil Festival – 2001, 2005–07 (izdaja 2006 je vključevala The Rasmus, New Order in Black Eyed Peas)
- Axé Brasil Festival – 2005–2010, 2013
- Paul McCartney – Tam zunaj! Turneja, 4. maj 2013 (začetek turneje)
- Beyoncé – The Mrs. Carter Show World Tour, 11. september 2013[6]
- Pearl Jam – Latinskoameriška turneja Pearl Jam 2015, 20. november 2015
- Paul McCartney – One on One Tour, 17. oktober 2017
- Roger Waters – Us + Them Tour, 21. oktober 2018
- Metallica – 12. maj 2022
- Guns N' Roses – Turneja Guns N' Roses 2020, 13. september 2022
- Roger Waters – To ni vaja, 8. november 2023

Po prenovi je tudi zunanja terasa postala primerna lokacija za koncerte.
- Black Sabbath – Black Sabbath Reunion Tour, 15. oktober 2013
- Festival Planeta Brasil (Guns N' Roses, Cypress Hill, Slightly Stoopid, Criolo, Raimundos, Roberto Frejat in Natiruts) – 22. marec 2014
- Circuito Banco do Brasil 2014 (Linkin Park, Titãs, Nação Zumbi, Panic! at the Disco) – 14. oktober 2014
- Foo Fighters – Sonic Highways World Tour, 28. januar 2015
- Los Hermanos – 23. oktober 2015
- Maroon 5 – Maroon V Tour – 11. marec 2016
- Iron Maiden – The Book of Souls World Tour, 19. marec 2016
- BH Dance Festival (predstavljata Alesso in Afrojack) – 21. april 2016
- Ed Sheeran – ÷ Tour, 30. maj 2017
- Aerosmith – Aero-Vederci Baby! Turneja, 18. september 2017
- John Mayer – The Search for Everything World Tour – 20. oktober 2017
- Demi Lovato – Holy Fvck Tour – 2. september 2022